# Liste des monuments historiques de Liedekerke
Pour les articles homonymes, voir Liedekerke (homonymie).
Cette page regroupe l'ensemble des monuments classés de la ville de Liedekerke.
| Objet                                | Statut du classement? | Année de construction/architecte | Section communale | Adresse            | Coordonnées                      | Numéro d'inventaire | Illustration                   |
| ------------------------------------ | --------------------- | -------------------------------- | ----------------- | ------------------ | -------------------------------- | ------------------- | ------------------------------ |
| (nl) Parochiekerk Sint-Niklaas       |                       |                                  | Liedekerke        | Gemeenteplein 12   | 50° 52′ 14″ nord, 4° 04′ 57″ est | 40011               | (nl) Parochiekerk Sint-Niklaas |
| (nl) Tweeverdiepingenhuis, waag      |                       |                                  | Liedekerke        | Kasteelstraat 4    | 50° 52′ 16″ nord, 4° 04′ 52″ est | 40015               | Téléverser                     |
| (nl) Tweeverdiepingenhuis, waag      |                       |                                  | Liedekerke        | Kasteelstraat 6    | 50° 52′ 16″ nord, 4° 04′ 52″ est | 40015               | Téléverser                     |
| (nl) Woning Heeremans-Moens met tuin | OB001732              |                                  | Liedekerke        | Houtmarktstraat 45 | 50° 52′ 09″ nord, 4° 04′ 48″ est | 200035              | Téléverser                     |